# Sepahan FC
Sepahan Isfahan Football Club (Perzisch: باشگاه فوتبال سپاهان اصفهان) is een Iraanse sportvereniging uit Isfahan, die uitkomt in de Iran Pro League en werd opgericht in 1953.

## Externe link

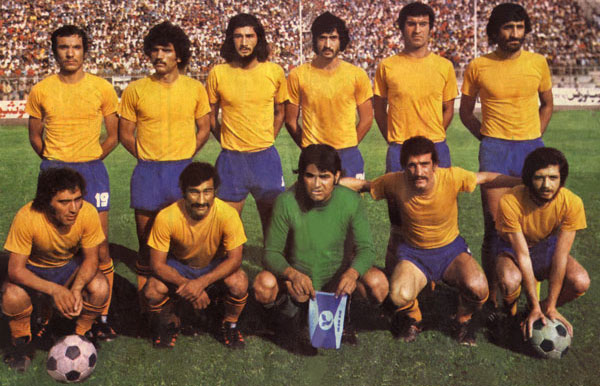
Team van 1974